# Peppo Ordelaffi
Peppo Ordelaffi (Forlì, ... – XIV secolo) è stato un vescovo cattolico italiano.

## Biografia
Era figlio di Teobaldo Ordelaffi, membro della nobile famiglia forlivese degli Ordelaffi.
Nel 1296 venne scomunicato una prima volta per aver sostenuto chi aveva combattuto contro la Chiesa e una seconda scomunica, per la stessa causa, venne pronunciata nel 1297.
Nel 1303 era arciprete di San Martino in Strada quando venne eletto dal capitolo di Forlì a vescovo della città. Contro l'elezione si schierò l'arcivescovo di Ravenna Rinaldo da Concorezzo, che nel 1302, in veste di pacificatore tra le famiglie nemiche, rimase ferito durante un tumulto provocato a Forlì dagli Ordelaffi. Neppure papa Bonifacio VIII riconobbe Peppo Ordelaffi nella carica, al posto del quale venne eletto il bolognese Rodolfo de' Piatesi.